# Jim McGovern
James Patrick McGovern, detto Jim (Worcester, 20 novembre 1959), è un politico statunitense, membro della Camera dei Rappresentanti per lo stato del Massachusetts dal 1997.

## Biografia
Nato e cresciuto nel Massachusetts, dopo gli studi McGovern entrò in politica con il Partito Democratico e lavorò come collaboratore di alcuni politici fra cui George McGovern e Joe Moakley.
Nel 1994 si candidò alla Camera dei Rappresentanti ma venne sconfitto nelle primarie democratiche. Due anni dopo si ricandidò e questa volta riuscì a farsi eleggere deputato sconfiggendo il repubblicano in carica Peter Blute. Da allora McGovern venne sempre riconfermato dagli elettori con alte percentuali di voto.
Ideologicamente Jim McGovern è considerato un democratico molto liberale ed è membro del Congressional Progressive Caucus.